# ビルジエチュー・ジョディス

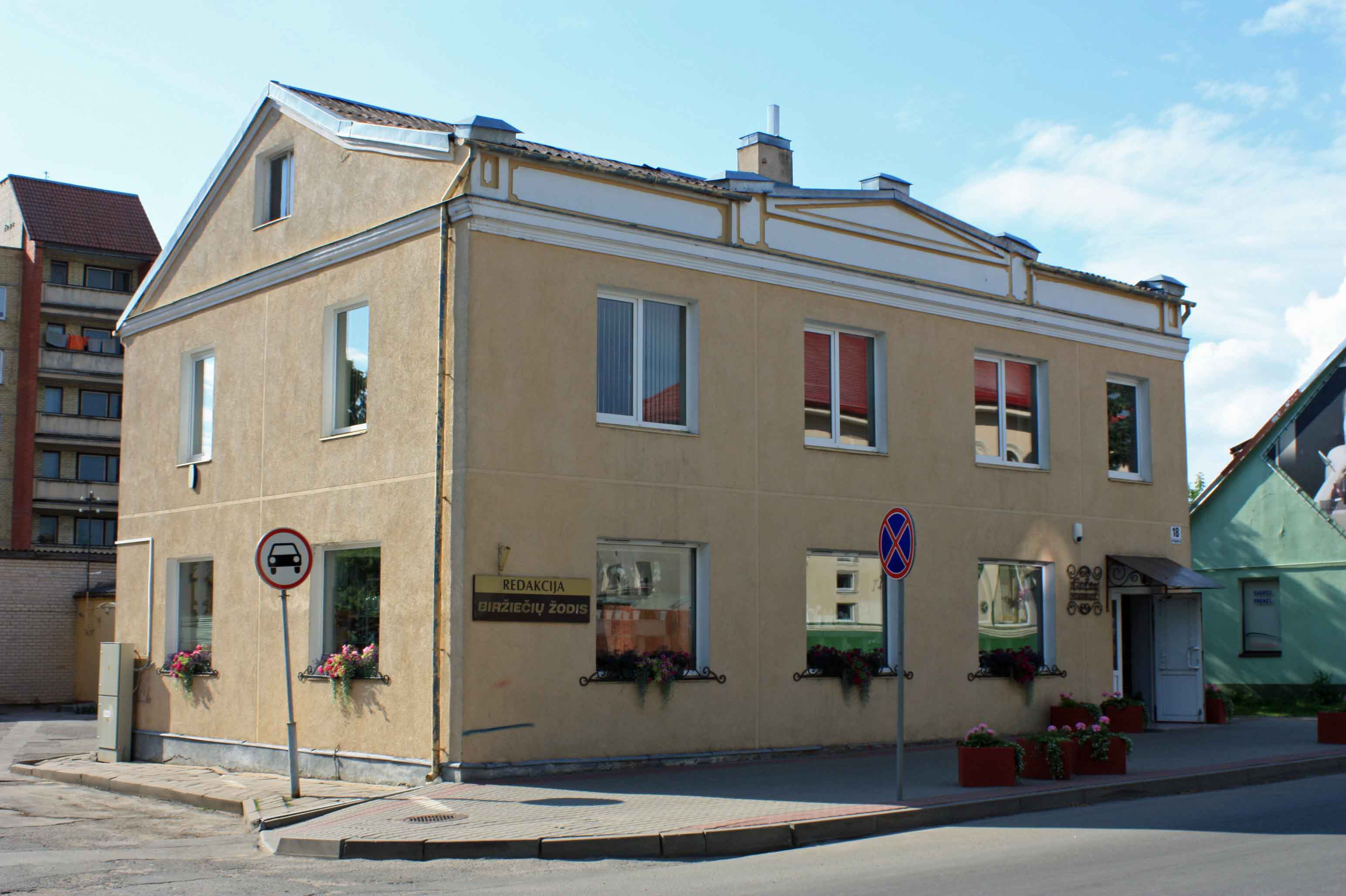
新聞編集部がある建物

『ビルジエチュー・ジョディス』（リトアニア語: Biržiečių žodis）は、リトアニアのビルジャイ地区で発行されている新聞。1945年2月12日創刊。編集部はビルジャイのヴィータウタス通り18番地。

## 歴史
1945年2月12日創刊。1950年まではビルジャイ郡の新聞『ビルジエチュー・タリービニス・ジョディス』 (Biržiečių tarybinis žodis) として発行された。その後、1950年からはリトアニア共産党ビルジャイ地区委員会および労働者代表ソヴェト（評議会）の新聞『ラウドナシス・アルトヤス』 (Raudonasis artojas) として発行された。1961年に現在の『ビルジエチュー・ジョディス』に改名された。1962年4月21日から1963年1月28日まではビルジャイ地区およびパスヴァリース地区の住民向けの新聞『ダルバス』 (Darbas) が発行された。1963年より再びリトアニア共産党ビルジャイ地区委員会および労働者代表ソヴェトの新聞『ビルジエチュー・ジョディス』が発行された。1990年、ビルジャイ地区の新聞となった。
発行頻度は、1945年から1946年までは週1回、1950年から1951年までは週2回、1952年は週2・3回、1953年からは週3回だった。
発行部数は、1945年には4,000部、1987年は11,900部、1997年は7,400部、2011年は2,571部。
ジャーナリストとして著名な者として、ペトラス・バルチューナス、D・ブルジエネ、フェリツィヨナス・コンスタンティナス・フェダラヴィチュス、A・カジテナス、Z・メシュカウスカス、ニヨレ・ナストプキエネ、ペトラス・スコジュス、R・ヴァイチャコニエネ、G・ヴァレツカス、ヴィータウタス・ヴァリョニスらがあげられる。